# Prosopocera nigroocellata
Prosopocera nigroocellata är en skalbaggsart som beskrevs av Stefan von Breuning 1939. Prosopocera nigroocellata ingår i släktet Prosopocera och familjen långhorningar.
Artens utbredningsområde är Malawi. Inga underarter finns listade i Catalogue of Life.